# Bitinia e Ponto
Bitinia e Ponto (in latino Bithynia et Pontus) fu una provincia asiatica dell'impero romano.

## Statuto
La Bitinia fu annessa alla provincia d'Asia dal 74 a.C. al 63 a.C., poi unita al Ponto, divenendo provincia autonoma. Durante l'alto impero, fluttuò fra l'amministrazione senatoria e quella imperiale, certamente attestata all'inizio del II d.C. con Plinio il Giovane come legato. Il Ponto divenne provincia autonoma per pochi decenni (230-250 d.C.) circa, sotto l'autorità di un procurator Augusti. Con la riforma dioclezianea, la provincia venne divisa in tre parti: Bithynia, Paphlagonia e Diospontus; nel 384/387 venne creata dal territorio dell'antica provincia di Bitinia e Ponto la nuova provincia di Honorias.

## Storia

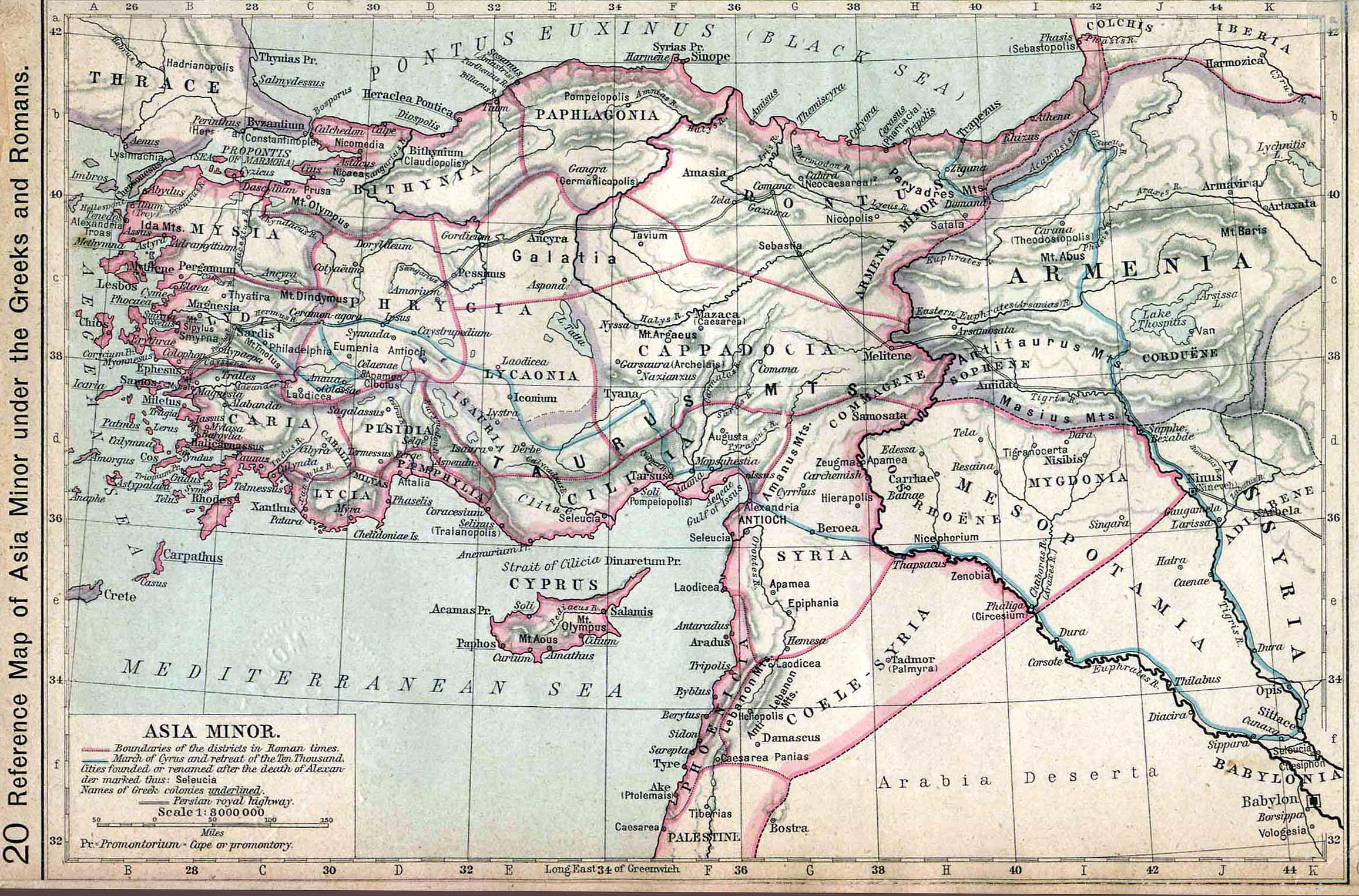
La divisione amministrativa dell'Asia romana nel III d.C.

L'ultimo re di Bitinia, Nicomede IV, fu sconfitto da Mitridate VI re del Ponto. Rimesso sul trono per intervento dei Romani, alla sua morte, nel 74 a.C., lasciò il regno in eredità a Roma che ne fece una provincia.
Dall'82 a.C. al 78 a.C., durante il regno di Nicomede IV, alla corte di Bitinia risiedette, quale legato, Gaio Giulio Cesare, nipote di Gaio Mario, in fuga da Roma dove imperversavano i partigiani di Lucio Silla.
Inizialmente la Bitinia, la cui capitale rimane Nicomedia, fu annessa alla provincia di Asia. Dal 64 a.C., tuttavia, venne separata e unita al Ponto e andò a costituire la provincia di Bitinia e Ponto.
Sino al 27 a.C., la Bitinia rimase una provincia senatoria; lo fu poi a più riprese con Claudio e Nerone, che intermezzarono l'amministrazione senatoria e quella legataria. Con Traiano la provincia fu sicuramente amministrata da un legatus Augusti, come lascia intendere il carteggio di Plinio il Giovane, inviato a governarla da Traiano.
Sotto Alessandro Severo, il Ponto venne diviso e andò a costituire una provincia autonoma, assegnata ad un procurator Augusti. La conduzione equestre della provincia si protrasse fino all'età dei Deci, quando viene nuovamente sostituita da una conduzione senatoria, con a capo un vir perfectissimus. 

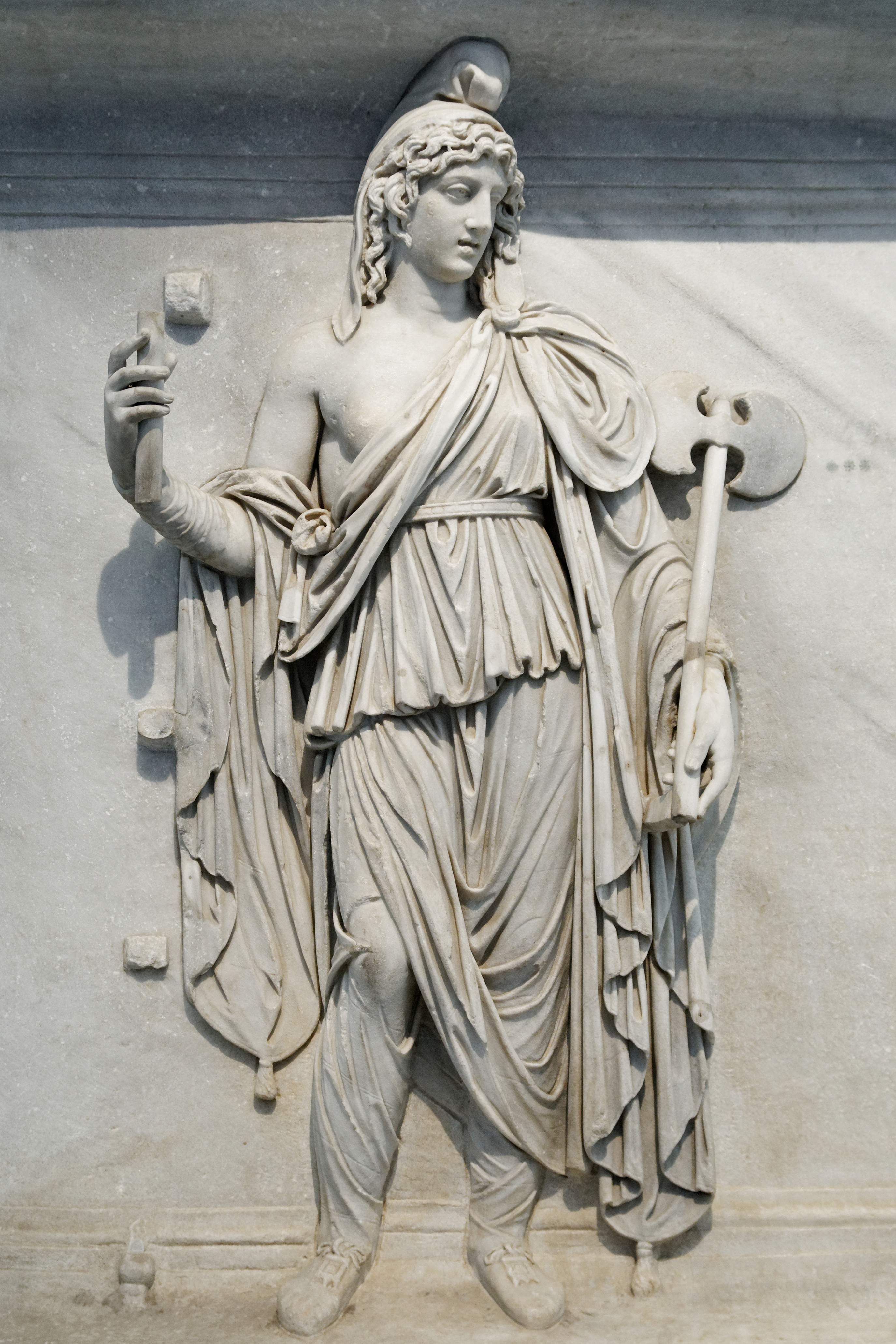
Rappresentazione simbolica della provincia Bitinia proveniente dal tempio di Adriano. MANN, collezione Farnese.

Con la riforma dioclezianea, la provincia venne divisa in tre parti: Bithynia, Paphlagonia e Diospontus; nel 384/7 venne creata dal territorio dell'antica provincia di Bitinia e Ponto la nuova provincia di Honorias.

## Esercito e difesa
Di stanza a Trapezus (l'odierna Trebisonda), la Classis Pontica pattugliava il Mar Nero meridionale e orientale. Istituita da Augusto nel 14 a.C., operò stabilmente solo a partire dal principato di Nerone. Sembra infatti che, dopo una spedizione nel Chersoneso Taurico, ovvero l'attuale penisola di Crimea (nel 57), venne istituita una nuova flotta permanente a presidio e pattugliamento del Pontus Euxinus (oggi Mar Nero): la Classis Pontica, utilizzando anche navi appartenute al precedente regno di Tracia (annesso nel 46 da Claudio).

## Geografia politica ed economica
Le maggiori città della provincia erano:
- Calcedonia (oggi Kadıköy)
- Helenopolis
- Nicomedia (oggi İzmit)
- Nicea (oggi İznik)
- Prusa (oggi Bursa)
- Prusias ad Hypium